# Iposcenio

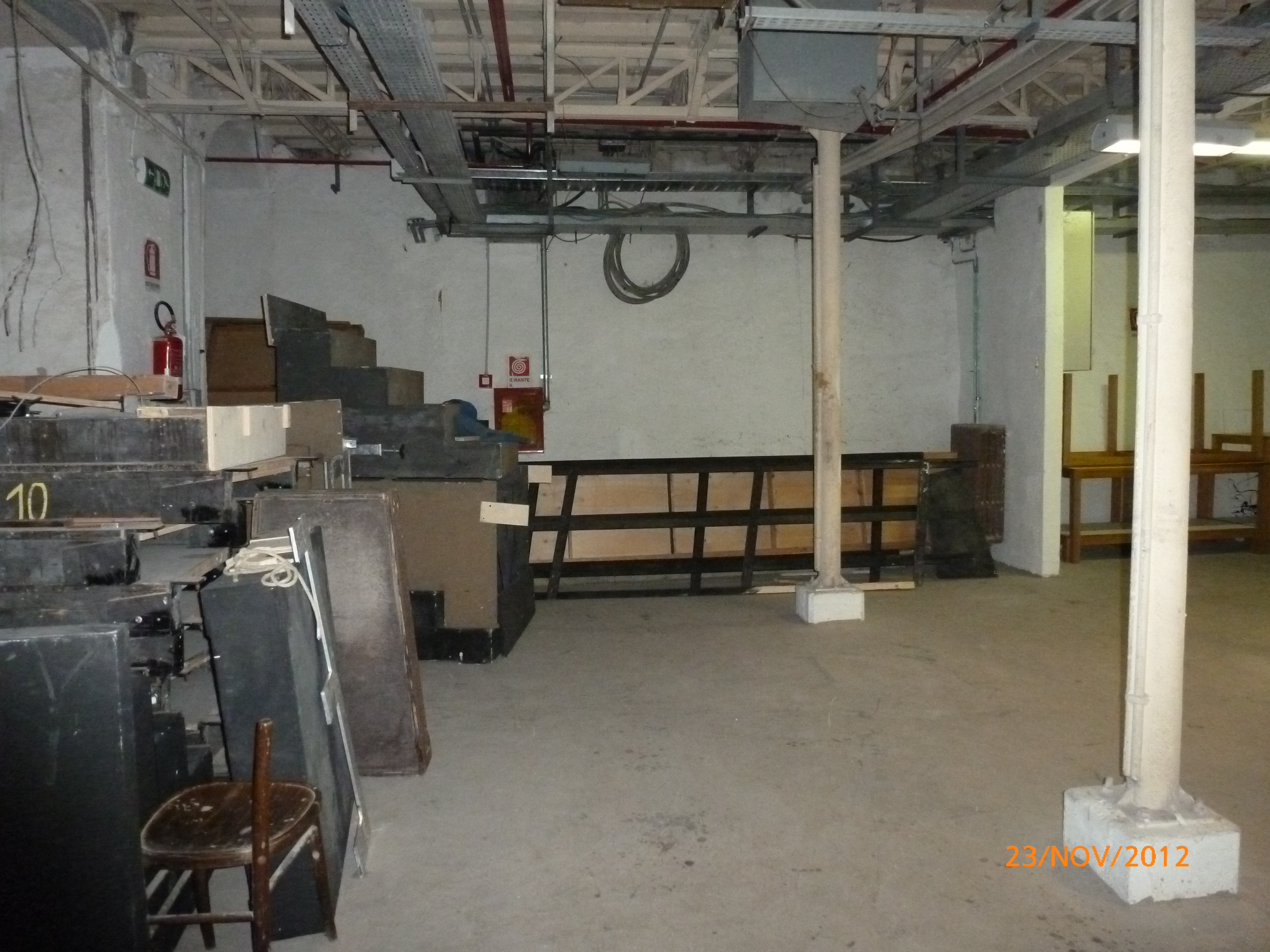
Sottopalco del Teatro Nuovo "Gian Carlo Menotti" di Spoleto

L'iposcenio o sottopalco è l'ambiente sottostante il palcoscenico di un teatro. Nei grandi teatri può ospitare congegni che azionano gli eventuali ponti elevabili e i girevoli in dotazione ad alcuni palcoscenici mobili. Inoltre, a mezzo di scale, praticabili e attraverso botole, gli attori o il personale tecnico possono salire al piano palcoscenico per effetti scenici o per necessità tecniche; con un movimento contrario gli attori possono sparire dal piano palcoscenico e uscire di scena calandosi nel sottopalco.
In alcuni teatri vi trova posto anche il suggeritore: la sua figura rimane interamente nascosta alla vista del pubblico perché calata nel sottopalco, mentre la testa occupa la cosiddetta buca del suggeritore posta al centro della ribalta.
Solitamente è usato anche come luogo di servizio o come deposito per gli attrezzi.